# Бизово (Горноуральський міський округ)
Би́зово (рос. Бызово) — село у складі Горноуральського міського округу Свердловської області.
Населення — 335 осіб (2010, 419 у 2002).
Національний склад станом на 2002 рік: росіяни — 95 %.